# St. Mariä Heimsuchung (Frauwüllesheim)
Die römisch-katholische Filialkirche St. Mariä Heimsuchung liegt am südwestlichen Ortsrand von Frauwüllesheim in der Gemeinde Nörvenich in Nordrhein-Westfalen.

## Allgemeines
Um 1123 entstand die damals zur Pfarre Binsfeld gehörende gotische Kapelle. 1847 wurde sie Pfarrkirche. Die Kirche wurde am 12. März 1985 in die Denkmalliste der Gemeinde Nörvenich unter Nr. 29 eingetragen.
Seit der Fusion der ehemaligen Pfarreien St. Medardus, St. Gertrud, St. Heribert, St. Mariä Heimsuchung, St. Martinus und St. Viktor zur Pfarrei St. Josef, Nörvenich ist St. Mariä Heimsuchung keine Pfarrkirche mehr.

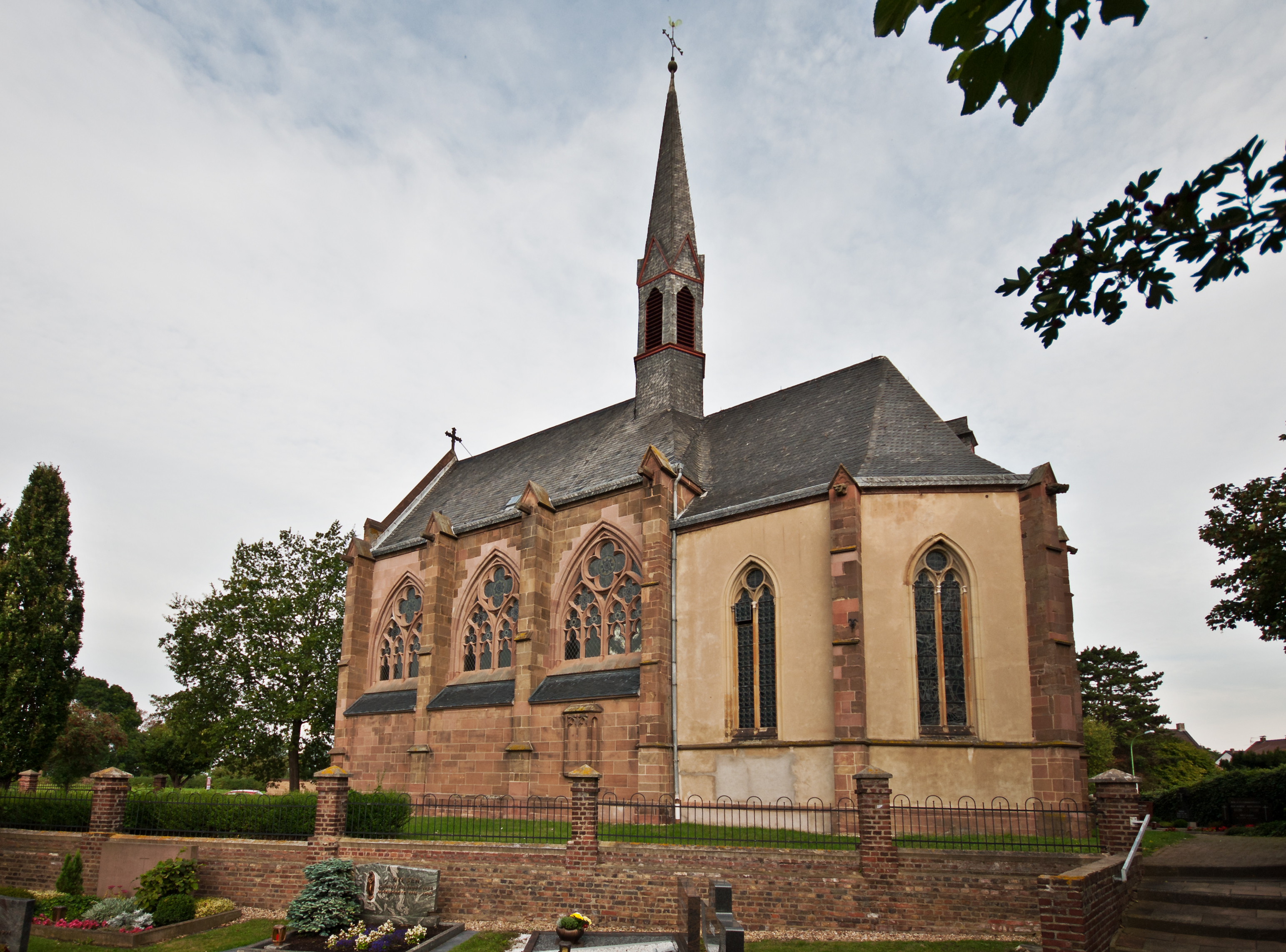
St. Mariä Heimsuchung

## Umbau, Renovierungen
Zwischen 1877 und 1880 wurden große Umbau- und Renovierungsmaßnahmen unter der Leitung von Heinrich Wiethase durchgeführt. 1912 wurde der Barockaltar durch einen neugotischen Altar ersetzt. Weitere Umgestaltungen im Innern der Kirche erfolgten 1948 und Anfang der 1960er Jahre.

## Bauwerk

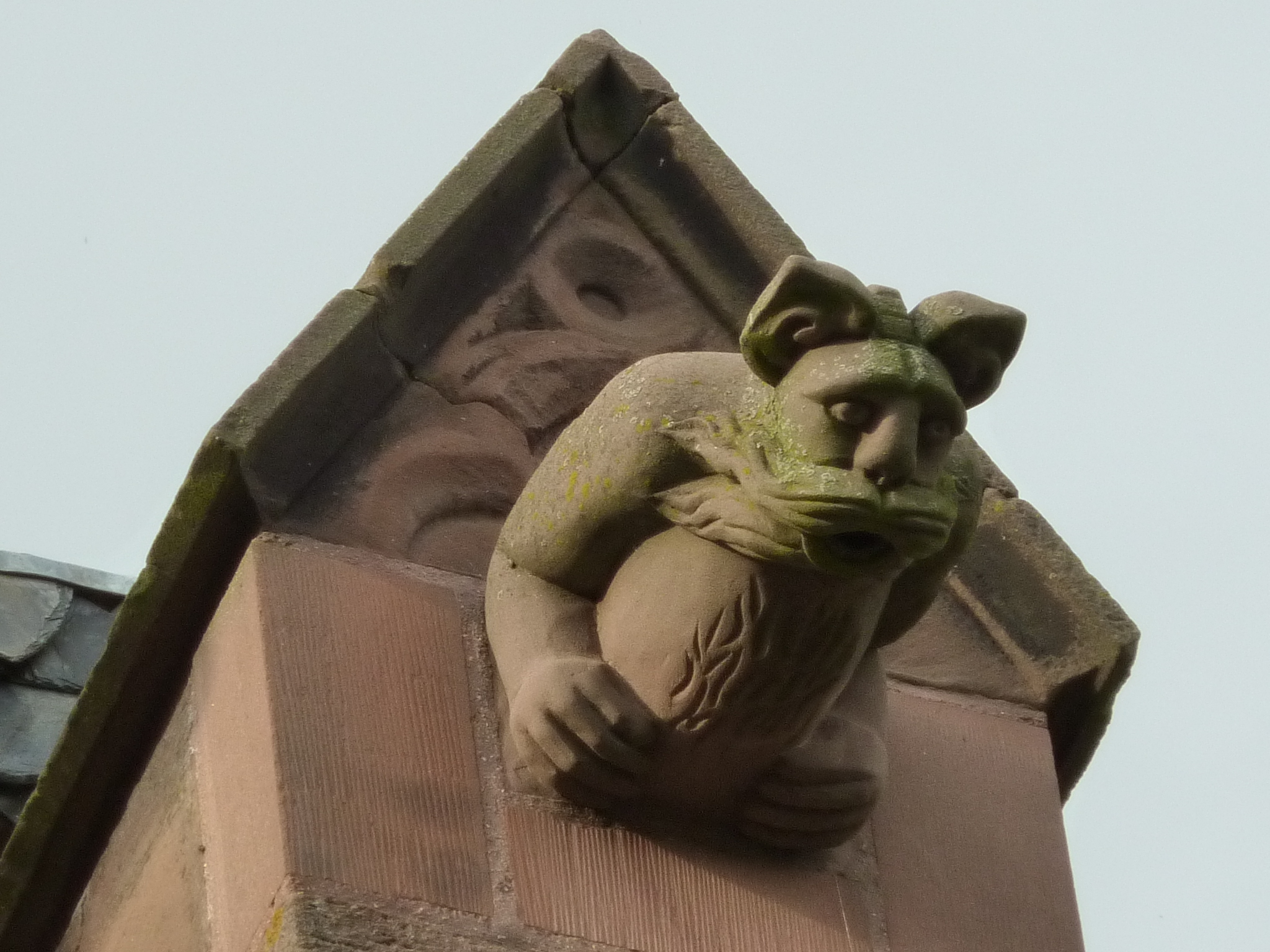
Wasserspeier

Das aus großen roten Sandsteinquadern ausgeführte einschiffige Bauwerk hat einen niedrigen, aus verputzten Bruchsteinen dreiseitig schließenden Chor. Er ist der ältere Bauteil der Kirche. Es handelt sich wohl um das erste Bauteil der 1123 erbauten Kapelle, an die im 13. Jahrhundert ein Langhaus angebaut wurde. Das Hauptgesims unter dem fünfseitigen Schieferdach ist in der Kehle mit dreiblättrigen Eichenornamenten ausgelegt. Auch die fünf Spitzbogenfenster haben in ihrem Maßwerk Blattornamente.
Über den Strebepfeilern am Chor sind vier Wasserspeier besonders ausgearbeitet. Am Langhaus, unter dem hohen, mit Schiefer gedecktem Dach, mit je einer Gaube auf der Süd- und Nordseite, fallen die großen Spitzbogenfenster besonders auf. Über den zweifach abgetreppten Spitzpfeilern sind ebenfalls Wasserspeier angebracht.
In den Jahren 1877–1880 ist das frühere Walmdach an der Westseite in einen steilen Giebel umgebaut und eine Vorhalle mit zwei Portalen angefügt worden. Über der Vorhalle steht ein großes Rosettenfenster. Heinrich Wiethase ließ auch die Sakristei neu bauen und den Dachreiter von der Mitte nach Osten versetzen.

## Innenraum

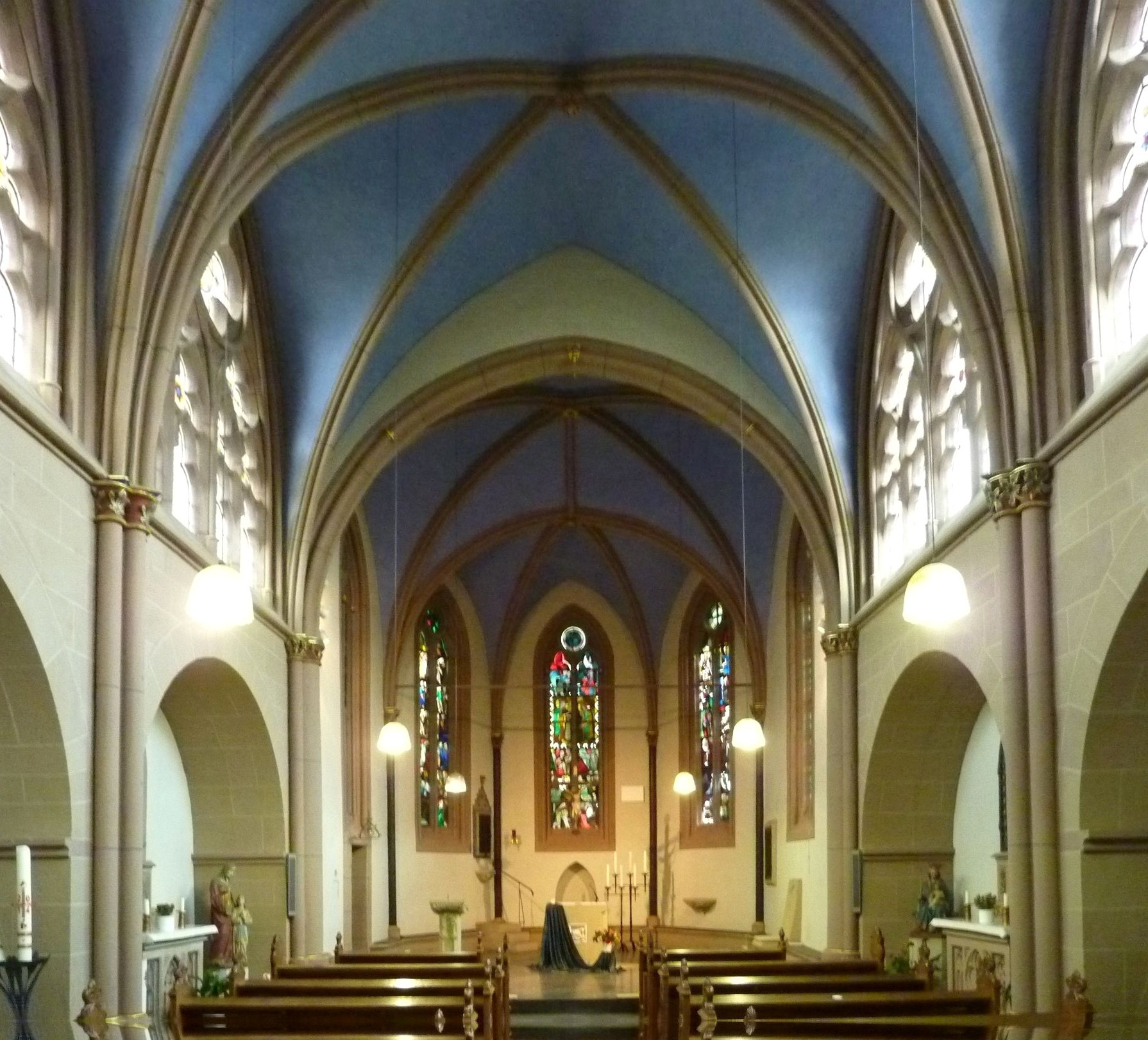
Inneres

Chor und Langhaus haben Kreuzgewölbe mit feingliedrigen schlanken Rippen und ornamentreichen Schlusssteinen. Im Chor ruht das Gewölbe auf sechs Diensten, im Langhaus auf Säulen und Dienstbündeln.
Im mittleren Feld der Nordwand steht eine Kreuzigungsgruppe mit Holzschnitzfiguren in dreiviertel Lebensgröße. Ebenfalls an der Nordwand befinden sich die handgeschnitzten Statuetten der Hl. Drei Könige. Hiermit wird die Verbindung zu St. Maria im Kapitol in Köln unterstrichen.
Die Orgel wurde 1870 vom Orgelbauer Franz Joseph Schorn aus Kuchenheim bei Euskirchen errichtet. Sie hat elf Register auf zwei Manualen mit angehängtem Pedal in vollmechanischer Schleifladenbauweise.

## Pfarrer
Folgende Pfarrer wirkten bis zur Auflösung der Pfarre als Pastor an St. Mariä Heimsuchung:
| von – bis | Name                |
| --------- | ------------------- |
| 1920–1937 | Hans Wessel         |
| 1937–1947 | Eduard Conrad       |
| 1947–1953 | Hans Steffens       |
| 1953–1979 | Karl Jankowski      |
| 1979–1992 | Klaus Dors          |
| 1992–2000 | P. Josef Lieth CSSp |
| 2000–2007 | Hermann Küppers     |
| 2007–2010 | Raphael Häckler     |